# Ванат, Ирина Ивановна
Ирина Ивановна Ванат (укр. Ванат Ірина Іванівна, 8 мая 1971, Монастыриска) — советская и украинская футболистка, выступавшая на позиции защитника, мастер спорта Украиныuk.
Первой футбольной командой была «Нива».
В первом чемпионате СССР стала чемпионом в составе команды «Нива» (Барышевка) забив 5 мячей.
В 1991 году переехала за тренером (Николаем Богданенко) в раменский «Текстильщик». После распада СССР вернулась во Львов. На международном турнире в польском Сосновеце обратила на себя внимание польского клуба железнодорожников, за который отыграла 4 сезона.
В 1991 году стала Чемпионкой СССР на всесоюзных соревнованиях сборных команд союзных республик в составе сборной Украинская ССР.
В 1998 году в составе «Львовянки» выиграла Кубок Украины по футзалу.
Сейчас является президентом «Ассоциации женского футбола Львовской области» и председателем женского комитета при Федерации мини-футбола и футзала Львовщины.

## Достижения
Чемпионат СССР по футболу среди женщин
- Чемпион СССР (3): 1989, 1990 и 1991

Чемпионатen и кубокen Польши по футболу среди женщин
- Вице-чемпион (2): 1995 и 1996
- Обладатель Кубка (2): 1995 и 1996

Чемпионат и кубок Украины по футболу среди женщин
- Вице-чемпион: 1992
- Бронзовый призёр: 1997
- Финалист Кубка (2): 1992 и 1997

Международные турниры:
- Победитель: открытый кубок[5] Канады — 1991 и серебряный призёр: кубок Сосновеца — 1992[6].